# Куни-но-мия Асахико
Принц Асахико из линии Куни (яп. 久邇宮 朝彦親王 Куни-но-Мия Асахико синно:,  27 февраля 1824, Киото — 25 октября 1891, Токио) — представитель одной из младших ветвей японской императорской фамилии. Приёмный сын императора Нинко, позднее близкий советник императоров Комэя и Мэйдзи. Прапрадед нынешнего японского императора Нарухито.

## Ранняя жизнь
Принц Асахико родился в Киото. Четвёртый сын принца Фусими-но-мия Кунииэ (1802—1872), главы дома Фусими-но-мия (1817—1872), старейшей из четырёх ветвей императорской династии, которые в случае угасания основной императорской линии могли претендовать на японский Хризантемовый трон.
Будущий принц Асахико имел несколько детских имён и приобрел ещё несколько титулов и имён на протяжении многих лет. Он был известен как принц Асахико (Асахико синно) и принц Накагава (Накагава-но-мия).
Принц Асахико был сводным братом принца Ямасины Акиры (1816—1891), принца Хигасифусими Ёрихито (1867—1922), принца Китасиракава Ёсихима (1847—1895), принца Фусими Саданару (1858—1923) и принца Канъина Котохито (1865—1945).

## Буддийский священник
С раннего возраста принц Асахико готовился стать буддийским священником, традиционный карьерный путь для младших сыновей имперских принцев в период Эдо. В 1831 году он был направлен псаломщиком в Хонно-дзи, затем был переведен в Итидзё-ин. В 1836 году он стал помощником настоятеля храма Кофуку-дзи в Наре. В 1838 году принц Асахико был усыновлен императором Нинко. В том же году он сменил своего дядю в качестве настоятеля Кофуку-дзи и формально стал священником под именем Сонъо-хосинно (яп. 尊応法新王). В 1852 году император Комэй перевел его в храм Сёрэн-ин, столичную резиденцию руководителей школы тэндай-сю в Киото. Принц Асахико взял титул Сонъю (яп. 尊融). Он также был известен как Авата-но-мия или Аватагути-но-мия по местоположению этого храма. В это время принц стал активным сторонником движения Сонно Дзёи, изгнания всех иностранцев из Японии. Его популярность среди Исин Сиси (проимперских национал-патриотов) привлекла к нему внимание Ии Наосукэ, даймё Хиконэ и тайро во время последней болезни сёгуна Токугавы Иэсады. Во время Репрессий годов Ансэй принц был сослан на вечное заточение в храм Сёкоку-дзи. Он провёл более двух лет в маленькой полуразрушенной хижине. Это неуважительное обращение с Асахико привело в ярость Исин Сиси, которые поставили освобождение принца одной из своих главных задач.

## Реставрация Мэйдзи
В 1862 году принцу Асахико было разрешено вернуться в светскую жизнь. Он получил титул Накагава-но-мия. Это было сделано в рамках амнистии, объявленной в честь женитьбы сёгуна Токугавы Иэмоти на принцессе Кадзу-но-мия, сестре императора Комэя. Принц вернулся в Киото, где стал близким советником императора и стал известен под титулом Кая-но-мия. В сентябре 1863 года император Комэй пожаловал ему имя «Асахико» и статус принца крови (синно). После смерти императора Комэя и вступления на престола его сына, императора Мэйдзи, принц Асахико сохранил свой пост при дворе.
В 1868 году после Реставрации Мэйдзи принц Асахико был лишен статуса принца крови и сослан в Хиросиму по сфабрикованному обвинению в заговоре с целью свержения нового императорского правительства. В феврале 1872 года император Мэйдзи помиловал принца Асахико, восстановил его в статусе принца крови и разрешил ему начать новую боковую линию императорской династии (Куни-но-мия).
Последние два десятилетия своей жизни принц Асахико провёл в качестве верховного священнослужителя в синтоистском храме Исэ. Принц Куни Асахико скончался в Токио в 1891 года в возрасте 67 лет.
Трое из сыновей Асахико, принц Кая Кунинори, принц Куни Така и принц Насимото Моримаса, последовательно занимали должность верховного священнослужителя в храме Исэ с 1891 по 1947 год.
Принц Куни Куниёси (1873—1929), сын принца Асахико, был отцом принцессы Нагако Куни (1903—2000), которая вышла замуж за будущего императора Сёва и стала матерью нынешнего императора Акихито.

## Родоначальник новой боковой императорской линии
Принц Куни Асахико был отцом по крайней мере восемнадцати детей (девятерых сыновей и девяти дочерей), по меньшей мере, от пяти различных придворных дам.
Император Мэйдзи пожаловал второму, восьмому и девятому сыновьям принца Асахико титулы имперских принцев (окэ): Кая-но-мия, Асака-но-мия и Хигасикуни-но-мия с разрешением основать новые боковые ветви императорской фамилии. Седьмой сын принца Асахико унаследовал титул Насимото-но-мия, а его третий сын получил титул 2-го главы Куни-но-мия после смерти отца.
- Принцесса Тита (яп. 智當宮 Тита-но-мия, 10 апреля 1864 — 14 сентября 1866)
- Принц Мутимаро (25 марта 1865 — 10 января 1866)
- Принц Кая Кунинори (яп. 賀陽宮邦憲王, 1 сентября 1867 — 8 декабря 1909)
- Принцесса Сакако (яп. 栄子女王, 18 февраля 1868 — 9 января 1949 года)
- Принцесса Акико (яп. 安喜子女王 6 июля 1870 — 19 января 1920 года)
- Принцесса Хироко (яп. 飛子女王)
- Принцесса Аяко (яп. 絢子女王, 31 мая 1872 — 26 июля 1946 года)
- Принц Куни Куниёси (яп. 久邇宮邦彦王, 23 июля 1873 — 29 января 1929 года)
- Принц Насимото Моримаса (яп. 梨本宮守正王, 9 марта 1874 года — 2 января 1951 года)
- Принц Куни Така (яп. 久邇宮多嘉王, 17 августа 1875 — 1 октября 1937 года)
- Принцесса Мотоко (яп. 素子女王, 27 марта 1876 — 21 января 1918 года)
- Принц Нобу (яп. 暢王, 28 декабря 1876 — 7 августа 1877 года)
- Принцесса Судзуко (яп. 篶子女王, 16 октября 1878 — 3 января 1947 года)
- Принцесса Ясуко (21 июня 1878 — 16 июля 1879)
- Принц Тарасихико (24 сентября 1881 — 24 сентября 1881)
- Принцесса Ацуко (яп. 純子, 8 марта 1884 — 13 июня 1911 года)
- Принц Асака Ясухико (яп. 朝香宮鳩彦王, 2 октября 1887 — 13 апреля 1981)
- Принц Хигасикуни Нарухико (яп. 東久邇宮稔彦王, 3 декабря 1887 — 20 января 1990)